# Hubert Meyer
Pour les articles homonymes, voir Hubert Meyer (homonymie) et Meyer.
Hubert Meyer, né le 10 septembre 1899 à Flavigny-sur-Moselle, et mort le 8 septembre 1978 à Saintes, est un officier de marine et homme politique français.
Missionné par le Gouvernement Provisoire de la République Française présidé par le général de Gaulle, il joue un rôle important lors du 5e siège de La Rochelle (septembre 1944 - mai 1945), œuvrant notamment à la signature d’une Convention protégeant la ville et ses ports avec le vice-amiral allemand Ernst Schirlitz en charge de la poche de La Rochelle. Il termine sa carrière militaire en 1954 avec le grade de contre-amiral. Il est maire de Royan de 1959 à 1965.

## Biographie
Hubert Meyer naît dans une famille protestante, dernier d’une fratrie de sept enfants. Lorrain, il parle couramment la langue allemande. Son père Rupert décède d’une fièvre typhoïde peu avant sa naissance. Hubert Meyer effectue ses études secondaires à Nancy, où il obtient son baccalauréat en 1917. À la fin de la Première Guerre mondiale, durant laquelle son frère aîné a trouvé la mort, Hubert s’engage comme matelot dans la Marine Nationale (mars 1918) et connait plusieurs affectations embarqués : il intègre l’École navale de Brest en 1919, avec le grade de second-maître.  
Après sa formation, il embarque comme enseigne de vaisseau sur la Jeanne d’Arc puis sur le croiseur Colmar, participant à de nombreuses missions à l’étranger. Promu lieutenant de vaisseau en 1927, il reçoit en 1927 la même année la médaille commémorative de Syrie-Cilicie pour sa participation aux opérations dans cette région. Il est instructeur à l’école d’application des officiers de marine, à bord de la Jeanne d’Arc et de l’Edgar Quinet en 1928-1929.  
En 1931 il épouse Hélène Gros. Ils auront quatre enfants.  
Dans les années 1930, il occupe divers postes à responsabilités, embarqués ou à terre ; il est notamment aide de camp du ministre des Colonies lors de la conférence navale de Londres sur la limitation des armements navals. Il prend ensuite la direction du port de Brest, puis de Lorient. Breveté de l’École de guerre navale en 1934, promu capitaine de corvette en 1937, il commande le torpilleur La Bayonnaise en 1937-1938. Il a été nommé chevalier de la Légion d’Honneur en 1931.  
Durant la Seconde Guerre mondiale, sous les ordres du gouvernement de Vichy, il occupe des postes de responsabilités en Afrique du Nord, puis sur le croiseur Jean-de-Vienne. Il est promu capitaine de frégate en 1940. Il participe à la préparation du sabordage de la flotte à Toulon en novembre 1942, coulant le contre-torpilleur Le Lynx dont il venait de prendre le commandement.  
Il est nommé chef du Service Local des Œuvres de la Marine de Paris en août 1943, puis délégué du commandement français pour le port de Rochefort en août 1944.  

### Négociateur pour de Gaulle
Le 10 septembre 1944, lors d’une entrevue à Châtelaillon avec le vice-amiral Ernst Schirlitz commandant la forteresse de La Rochelle, en présence du général Chevance-Bertin délégué du général de Gaulle pour exercer le commandement des Forces françaises de l’intérieur (FFI) dans tout le Sud-Ouest, il obtient un cessez-le-feu local de 48 heures ; cet accord permet aux forces allemandes stationnées à Rochefort d’évacuer la ville sans combat durant la nuit du 11 au 12 septembre. Hubert Meyer est aussitôt fait Citoyen d’Honneur de Rochefort par la nouvelle municipalité.
Chargé par le colonel Adeline, chef des Forces Françaises face à la poche de La Rochelle et à la poche de Royan, de garder le contact avec le vice-amiral Schirlitz, le capitaine de frégate Meyer reçoit pour mission prioritaire d’empêcher la destruction de la ville et de ses installations portuaires, conformément aux instructions de la direction provisoire de la Marine.
Lors d’une rencontre à Saintes le 18 septembre 1944, le général de Gaulle cadre l’action de Meyer :

« Le 18 septembre est un jour mémorable pour les FFI du Sud-Ouest. Le général de Gaulle, accompagné de Maurice Diethelm, ministre de la Guerre, vient à Saintes au PC du colonel Adeline. Les paroles, qu’à cette occasion, le libérateur adresse à Meyer seront scrupuleusement consignées par ce dernier : “J’approuve, en principe, ce que vous avez fait jusqu’ici et je vous félicite des résultats obtenus, notamment pour Rochefort. Toutefois, je désire qu’en aucun cas il ne soit conclu avec l’ennemi d’armistice local à caractère définitif. Les poches allemandes doivent être réduites par la force…” »

Le 20 septembre 1944, Meyer obtient la reconnaissance des FFI comme combattants réguliers, à la condition qu’ils portent un brassard distinctif, ainsi que l’arrêt de l’application de la peine de mort aux Résistants, saboteurs et espions français pris sur le territoire de la forteresse. Après de nombreuses négociations, les 18 et 20 octobre 1944, est conclue la « Convention d’Octobre » : une ligne de démarcation sépare les forces allemandes à l’intérieur et les forces françaises à l’extérieur, créant une zone neutre où les combats sont limités et où chaque camp s’engage à ne pas franchir la frontière définie. En échange, le commandement allemand garantit l’intégrité des installations portuaires.
En novembre 1944, chargé de ravitailler la population rochelaise « empochée », Meyer est en butte à des agressions verbales comme physiques de la part de civils ou de Résistants, ignorants de la Convention d’Octobre et de ses clauses.
Lorsque le général de Larminat résilie la Convention en avril 1945 afin de reprendre la Poche par la force, conformément aux ordres de de Gaulle, Meyer plaide pour contenir les forces militaires françaises en dehors de La Rochelle afin d’éviter de nouvelles pertes humaines et dégâts matériels.
Le 9 mai 1945, au lendemain de la capitulation inconditionnelle de la Wehrmacht, le vice-amiral Ernst Schirlitz signe l’acte de reddition et remet sa dague d’honneur au commandant Meyer, libérant ainsi la dernière préfecture de France encore occupée.
Le 14 mai 1945, le général de Larminat cite le capitaine de frégate Meyer pour la Croix de guerre 1939-45 avec étoile de bronze, pour les raisons suivantes :

« Pendant huit mois (Septembre 1944 à Mai 1945), le Capitaine de Frégate Meyer, a été chargé de nombreuses missions délicates et dangereuses auprès du Commandement Allemand. Peu à peu, il réussit à prendre sur celui-ci un ascendant considérable. Dès fin septembre, il obtient :
- la reconnaissance des FFI comme combattants réguliers ;
- l’échange de prisonniers menacés d’être fusillés.

Le 17 octobre 1944, l’ennemi s’engage par écrit à n’effectuer aucune destruction aux installations portuaires de Royan et de La Rochelle, engagement qui a été tenu puisque ces installations sont tombées entre nos mains le 8 mai 1945. Enfin grâce à son intervention :
- des agents français condamnés à mort ne sont pas exécutés ;
- des prisonniers français blessés sont rapatriés ;
- les prisonniers politiques de l’île de Ré sont libérés ;
- l’évacuation de la population civile est organisée ;
- le ravitaillement du reste de la population est réalisé sous le contrôle de la croix rouge Suédoise.

Par sa clairvoyance, son jugement et son habileté, il a ainsi obtenu des avantages de la plus haute importance au point de vue militaire comme au point de vue national. »

### Après la guerre
À la Libération, le capitaine de frégate Hubert Meyer prend le commandement de la marine à La Rochelle, tandis que Schirlitz est fait prisonnier ; jugé à Bordeaux en juillet 1947, ce dernier obtient un non-lieu pour les faits qui lui étaient reprochés et se voit libéré en octobre de la même année.
Inscrit au tableau d’avancement de capitaine de vaisseau par décision du Ministre de la Marine le 28 août 1945 pour « Services exceptionnels », Hubert Meyer est promu capitaine de vaisseau le 3 octobre 1945. Il est à nouveau cité, cette fois à l’ordre de la Division, par le général de Larminat le 2 novembre suivant. En mars 1946, il prend le commandement de la division navale du Levant. Début 1948, il est fait Citoyen d’Honneur de la ville de La Rochelle : « Il y a unanimité à La Rochelle pour reconnaître, souligner et magnifier l’action décisive du commandant Meyer dans la tâche de libération, sans dommages de guerre, de notre cité investie ». Cette même année, il est envoyé en Palestine comme observateur auprès du comte Bernadotte, médiateur des Nations unies, et sera témoin de son assassinat le 17 septembre 1948.
En octobre de la même année, il devient attaché militaire naval et de l’air au Caire, auprès de l’ambassadeur de France en Égypte, Maurice Couve de Murville. Le 11 novembre 1953, il est élevé au grade de Commandeur de la Légion d’Honneur par le général de Gaulle. Enfin, à partir de 1952, il représente la Marine dans le cadre de la préparation de la Communauté européenne de défense, projet finalement rejeté par l’Assemblée nationale en 1954. Profondément déçu, Meyer, promu contre-amiral, quitte la Marine.

### Carrière politique et postérité
Après avoir quitté la Marine, Hubert Meyer revient dans son pays d'adoption et devient maire de Royan, de 1959 à 1965. Il écrit plusieurs ouvrages, dont ses mémoires Entre marins, qui reçoit le prix André Vovard de l’Académie nationale des sciences, belles-lettres et arts de Bordeaux en 1966.
Meyer adresse son ouvrage à l’ancien vice-amiral Schirlitz, qui lui répond pour le remercier. En 1976, les époux Meyer se rendent à Kiel, en Allemagne, à l’invitation des époux Schirlitz.
Il meurt dans un accident de voiture le 8 septembre 1978 à Saintes.

## Publications
- Au secours de La Rochelle, Rochefort et Royan : 22 août 1944-9 mai 1945, Cahiers de l'Ouest, 1955
- Entre marins : Rochefort, La Rochelle, Royan (1944-1945), Robert Laffont, 1966, 312 p. (ISBN 978-2-951-22610-4)

## Distinctions
- Commandeur de la Légion d'honneur
- Croix de guerre 1939–1945, étoile de bronze
- Chevalier de l'ordre du Mérite maritime
- Citoyen d’Honneur des villes de Rochefort et La Rochelle

### Médailles commémoratives et distinctions étrangères
- Ouissam Alaouite
- Dragon d’Annam
- Nichan Iftikhar
- Ordre du Nil
- Mérite naval espagnol
- Ordre de l'Honneur
- Silver Star Medal
- Ordre de l'Étoile noire

## Sources
: document utilisé comme source pour la rédaction de cet article.
- Henri Adeline, La Libération du Sud-Ouest, Alger, Imprimerie Baconnier, 1948, 127 p.
- Luc Braeuer, La Rochelle, mai 1945, l’album de la Libération, Liv Editions, 2019, 112 p.
- Eric Brothe, Alain Chazette et Fabien Reberac, Charente-Maritime Vendée 1939-1945, Ed. Patrimoines et médias, 1997, 248 p.
- Maurice Chevance-Bertin, Vingt mille heures d’angoisse 1940-1945, Ed. Robert Laffont, 1990
- Rémy Desquesnes, Les poches de résistance allemandes sur le littoral français : août 1944 - mai 1945, Rennes, éd. Ouest-France, coll. « Histoire », février 2011, 128 p. (ISBN 978-2-737-34685-9)
- Christiane Gachignard, La Rochelle « poche » de l’Atlantique, Ed. Rumeur des Ages, 1987
- Alfred Gelézeau, Le cinquième siège de La Rochelle, Imprimerie Rochelaise, 1952, 180 p.
- Christian Genet, La Libération La Rochelle – île de Ré, Auteur-éditeur, 1994, 54 p.
- Robert Kalbach et Olivier Lebleu (préf. Pierre Miquel), Meyer et Schirlitz, les meilleurs ennemis : La Rochelle, septembre 1944-mai 1945, Geste éditions, coll. « témoignages », mai 2005, 349 p. (ISBN 978-2-845-61173-3)